# Ministerstvo státní správy (Čína)
Ministerstvo státní správy (čínsky v českém přepisu li-pu, pchin-jinem lìbù, znaky 吏部) či ministerstvo personálu byl v Číně od 6. do 19. století jeden z ústředních úřadů státní správy čínských států, jmenovitě říší Suej a Tchang, států období pěti dynastií, říší Sung, Ťin, Jüan, Ming a Čching.
Provádělo jmenování, odvolávání a překládání úředníků. Rovněž udělovalo šlechtické a čestné tituly. Původně bylo částí kanceláře šang-šu šeng, v říši Jüan a rané Ming (ve 13. a 14. století) náleželo pod kancelář čung-šu šeng. Od roku 1380 se osamostatnilo a přímo podléhalo císaři.

## Historie
Ministerstvo vzniklo v říši Suej jako jeden ze šesti funkčních oddílů kanceláře šang-šu šeng, součástí kanceláře šang-šu bylo i za pěti dynastií a v říši Sung. Po splynutí „tří kanceláří“ san-šeng (čung-šu šeng, men-sia šeng a šang-šu šeng) bylo říši Jüan a zprvu i v říši Ming částí kanceláře čung-šu. Roku 1380 byla kancelář čung-šu zrušena a ministerstva, včetně ministerstva státní správy, se osamostatnila a nadále byla přímo podřízena císaři.
Zodpovídalo za jmenování, hodnocení, povyšování a degradaci úředníků. Též udělovalo čestné tituly a vyznamenání. V období rané Sung i jmenovalo důstojníky, jinak obvykle vybírané ministerstvem vojenství.
V čele stál ministr šang-šu (čínsky pchin-jinem shàngshū, znaky 尚書), který měl za Tchangů hlavní třetí hodnost (v systému devíti hodností), vedlejší druhou za Sungů, hlavní třetí za Ťinů, Jüan a do 1380 Mingů, hlavní druhou po 1380 za Mingů a Čchingů, vedlejší první za Čchingů po 1730. Pomáhali mu dva náměstci ministra š’-lang (čínsky pchin-jinem shìláng, znaky 侍郎).
Dělilo se na odbory (司, s’) a/nebo sekce (科, kche). V čele odboru stál ředitel lang-čung (郞中). Za Suejů a Tchangů se skládalo ze čtyř odborů:
- pro jmenování úředníků (吏部司, li-pu s’);
- šlechtických titulů (司封司, s’-feng s’), nejpozději za Sungů rozhodoval i o udělování posmrtných titulů a hodností zasloužilým osobnostem;[1]
- čestných titulů (司勳司, s’-sün s’);[1]
- hodnocení (考功司, kchao-kung s’),[1] či přezkušování schopností, do roku 736 organizoval úřednické zkoušky.[3]

Za Ťinů fungovaly jen dva odbory – hodnocení a šlechtických titulů; za Jüan se dělilo na tři sekce. Za dynastie Jüan podléhalo častým reorganizacím, v letech 1260–64 a 1266–68 existovalo společné ministerstvo státní správy, obřadů a daní li-hu-li-pu (čínsky pchin-jinem lìhùlǐbù, znaky 吏戶禮部), v letech 1264–66 a 1268–70 ministerstvo státní správy a obřadů li-li-pu (čínsky pchin-jinem lìlǐbù, znaky 吏禮部). Definitivně se ministerstvo státní správy osamostatnilo roku 1294.
V mingské době běžný chod ministerstva obstarával všeobecný odbor s’-wu-tching (司務廳) v čele se dvěma vedoucími s’-wu (司務; vedlejší devátá hodnost), za specializovanou činnost odpovídaly odbory:
- pro jmenování (文選司, wen-süan s’, plným názvem 文選淸吏司, wen-süan čching-li s’);
- titulů (驗封司, jen-feng s’, plným názvem 驗封淸吏司, jen-feng čching-li s’), udělující šlechtické tituly;
- záznamů (司勳司, ťi-sün s’, plným názvem 驗封淸吏司, ťi-sün čching-li s’), udělující čestné tituly a vyznamenání;
- hodnocení (考功司, kchao-kung s’, plným názvem 考功淸吏司, kchao-kung čching-li s’).[5]

Kromě ministerstva v hlavním městě říše (Nankingu, od roku 1421 Pekingu), existovalo v mingské době i paralelní ministerstvo státní správy ve vedlejším hlavním městě (v letech 1402–1421 Pekingu, od 1421 v Nankingu). Ministerstvo ve vedlejší metropoli mělo stejnou strukturu, avšak méně úředníků. Nankingské ministerstvo státní správy po roce 1421 odpovídalo za hodnocení úředníků z Nankingu a jihočínských provincií (od začátku 20. let 15. století Kuang-tungu, Kuang-si a S’-čchuanu, od let 1435/6 částí (od 1506 celých) Ťiang-si, Chu-kuangu a Fu-ťienu, od roku 1506 Če-ťiangu a prefektur Su-čou a Sung-ťiangu v Jižní metropolitní oblasti. Pekingské ministerstvo rozhodovalo o přeloženích a povýšeních úředníků zmíněných regionů na základě spisů nankingského ministerstva.